# ウィリアム・ベレスフォード (初代デシーズ男爵)

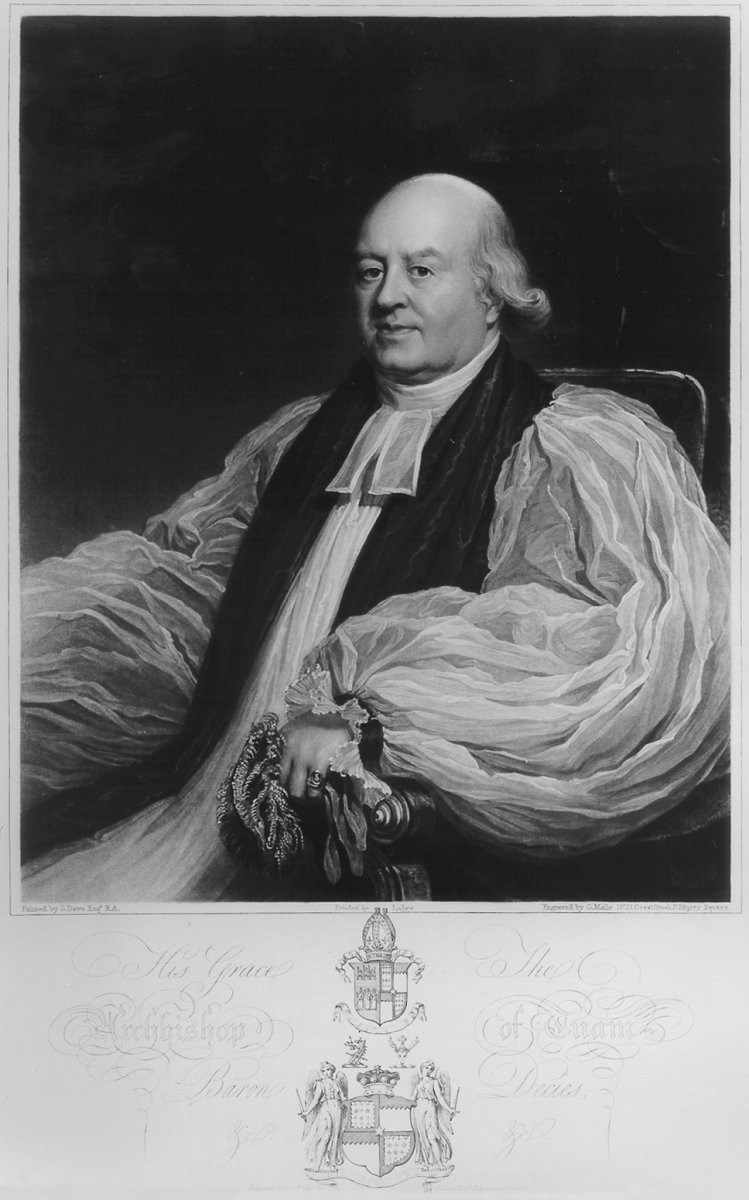
初代デシーズ男爵ウィリアム・ベレスフォード

初代デシーズ男爵ウィリアム・ベレスフォード（英語: William Beresford, 1st Baron Decies、1743年4月16日 – 1819年9月6日）は、アイルランド王国出身の聖職者、貴族。ドロモア主教（1780年 – 1782年）、オソリー主教（1782年 – 1794年）、チュアム大主教（1794年 – 1819年）を歴任した。主教を長年務めて財を成し、画家ギルバート・ステュアートを後援した。

## 生涯
初代ティロン伯爵マーカス・ベレスフォードと妻キャサリン（1701年11月29日 – 1769年7月27日、第3代ティロン伯爵ジェームズ・パワーの娘）の三男として、1743年4月16日に生まれた。1759年12月18日にダブリン大学トリニティ・カレッジに入学、1763年にB.A.の学位を、1766年にM.A.の学位を修得した。
大学を出た後は聖職者になり、1766年にアイルランド総督付チャプレンに就任、デリー・ラフォー教区アーニーの教区牧師という実入りのいい聖職（1776年時点で年収約1,500ポンド）も務めた。主教に就任できるようになった30歳以降もベレスフォード家の政治力にもかかわらず長らく任命されず、1780年4月8日になってようやくドロモア主教に任命され、同年に名誉神学博士号を授与された。ドロモアに主教官邸を建てたが、1782年5月21日付でオソリー主教に転じ、主教職に基づきアイルランド貴族院議員に就任した。オソリー主教として選挙区にも影響力を行使した。
1794年にアーマー大主教の初代ロークビー男爵リチャード・ロビンソンが死去したことでアイルランド国教会に大規模な人事異動があり、ベレスフォードも昇進が期待された。しかし政府当局はベレスフォード家をひいきにしていると見られたくなかったため、ベレスフォードのアーマー大主教任命は見送られ、ベレスフォードは代わりに1794年10月10日にチュアム大主教（前任者の第3代メイヨー伯爵は1794年8月に死去）に任命され、11月17日にアイルランド枢密院の枢密顧問官に任命された。チュアム大主教は年収5,000ポンド相当の官職であり、ベレスフォードは前職よりも強い影響力を得た。
1790年代末にはアイルランド貴族院での議論に積極的に関わり、特に合同法をめぐる議論では兄にあたるアイルランド庶民院議員ジョン・ベレスフォード閣下と同じく、合同こそがアイルランドにおけるプロテスタント利権を守る最良の手段と主張した。
1812年12月22日、アイルランド貴族であるウォーターフォード県におけるデシーズのデシーズ男爵に叙された。1800年合同法の施行以降、新しいアイルランド貴族爵位の創設には既存の爵位が3つ廃絶する必要があり、デシーズ男爵位の創設はレカール男爵、ファーマナ男爵、ロングヴィル子爵の廃絶を根拠とした。
1819年9月6日にチュアム宮殿（チュアム大主教の官邸）で死去、息子ジョンが爵位を継承した。

## 家族と私生活
1763年6月12日、エリザベス・フィッツギボン（Elizabeth FitzGibbon、1807年8月24日没、ジョン・フィッツギボンの次女、初代クレア伯爵ジョン・フィッツギボンの姉）と結婚、9男6女をもうけた。
- マーカス（英語版）（1764年6月1日 – 1803年1月6日 バルバドス[5]） - 陸軍軍人、生涯未婚[4]
- トマス - 早世[4]
- ヘンリー - 早世[4]
- キャサリン・イリナ（1837年11月没） - 1789年11月11日、ウィリアム・アームストロング（William Armstrong、1839年6月8日没）と結婚[6]
- エリザベス - 早世[4]
- アラミンタ・アン（Araminta Anne、1816年9月26日没） - 1794年5月26日、聖職者アーサー・ジョン・プレストン（英語版）と結婚[6]
- ハリエット（Harriet、1834年6月11日没） - 1796年1月25日、トマス・ヘンリー・バーミンガム・デイリー・セウェル（Thomas Henry Bermingham Daly Sewell、1852年3月20日）と結婚[6]
- フランシス（1864年10月7日没） - 1797年1月14日、トマス・バローズ（Thomas Burrowes、1864年までに没）と結婚[6][7]
- ジョン（英語版）（1774年1月20日 – 1855年3月1日） - 第2代デシーズ男爵[1]
- ジョージ（1776年5月21日 – 1842年8月10日） - 聖職者。1798年5月21日、スーザン・ゴージェス（Susan Gorges、ハミルトン・ゴージェスの娘）と結婚、子供あり[7]。陸軍軍人マーカス・ベレスフォード（英語版）の父[8]
- ウィリアム - 早世[4]
- ヘンリー - 早世[4]
- ウィリアム - 早世[4]
- ウィリアム（1780年11月20日 – 1830年6月27日） - 聖職者。1804年7月19日、アンナ・ベネット（Anna Bennet、1836年9月没、第4代タンカーヴィル伯爵チャールズ・ベネット（英語版）の娘）と結婚、子供あり[7]
- ルイーザ（1851年7月21日没） - 1806年4月10日、トマス・ホープ（英語版）（1831年2月2日没）と結婚、子供あり。1832年11月29日、初代ベレスフォード子爵ウィリアム・ベレスフォード（英語版）と再婚[7]

『アイルランド人名事典』で「親切でおしゃべりな人物」と評された。
主教を長年務めたため財を成し、死去時点で25万ポンド（2022年時点の£22,513,462と同等）の遺産を残したという。同じ理由により、ギルバート・ステュアートなどの芸術家を後援することができた。